# Линь Найли
Линь Найли (кит. 林乃利; род. 16 июня 1992, Вэньчжоу, Китай) — китайский спортсмен-парабадминтонист. Чемпион летних Паралимпийских игр 2024 в Париже.

## Биография
На летних Паралимпийских играх 2024 в Париже участвовал в одиночном и смешанном парном разряде в классе SH6. В одиночном разряде в группе победил британца Джека Шеппарда и проиграл французу Шарлю Ноакесу и бразильцу Витору Таварешу, занял третье место в группе и не прошёл в плей-офф. В смешанном парном разряде в команде с Ли Фэнмэй в группе заняли второе место, проиграв индонейзийской паре Субхан — Рина Марлина и победив британскую пару Джек Шеппард — Рейчел Чунг. В полуфинале вновь встретились с индонезийской командой Субхан — Рина Марлина, но в этот раз победили их. В финале переиграли американцев Майлса Краевски и Джейси Саймон и завоевали «золото» Паралимпиады. Сестра Линь Найли — парабадминтонистка Линь Шуанбао также участвовала на Паралимпиаде-2024, завоевав «серебро» в одиночном разряде в классе SH6, уступив в финале соотечественнице Ли Фэнмэй.